# David McMackon
David McMackon (Markham, Ontario, 19 de març 1858 – Angus, Ontario, 10 de desembre de 1922) va ser un tirador canadenc que va competir cavall del segle xix i el segle xx.
El 1908 va prendre part en els Jocs Olímpics de Londres, on guanyà una medalla de plata en la prova de fossa olímpica per equips. En aquests mateixos Jocs fou dotzè en la prova individual.